# Scinax parkeri
Scinax parkeri är en groddjursart som först beskrevs av Gaige 1929.  Scinax parkeri ingår i släktet Scinax och familjen lövgrodor. IUCN kategoriserar arten globalt som livskraftig. Inga underarter finns listade i Catalogue of Life.